# Gilbert Tordjman
Pour les articles homonymes, voir Tordjman.
Gilbert Tordjman, né le 19 juillet 1927 à Oran et mort le 3 mars 2009 à Paris 16e, est un médecin gynécologue et pédiatre français, praticien et adepte d'une sexologie médicale non conventionnelle.
Gilbert Élie Tordjman est à l'origine en 1974 de la fondation de la Société française de sexologie clinique et, en 1978, de la World Association of Sexology qu'il préside de 1981 à 1985. 
Il publie principalement des livres destinés au grand public ainsi que des ouvrages spécialisés. Il apparaît fréquemment dans les médias au cours des années 1970 où il se présente comme promoteur de l'éducation sexuelle pour les adolescents. 
Il applique l'hypnose au traitement des troubles sexuels.
En 2002, il est accusé d'abus sexuels sur une quinzaine de ses patientes et mis en examen pour viol. En 2003 il est incarcéré à la maison d'arrêt de Fresnes pour ne pas avoir respecté l'interdiction d'exercer la médecine qui pesait sur lui. Il devait être jugé aux assises le 28 avril 2009 mais il décède d'un cancer début mars 2009.

## Livres
- Le Sexe en question, en collaboration avec Jacqueline Kahn-Nathan, Paris, Éditions Denoël, 1970
- L'Aventure du couple, Paris, Denoël, 1971
- Clefs pour la sexologie, Paris, Éditions Seghers, 1972
- La Maladie conjugale, Paris, Denoël, 1973; réédition : Collection « Marabout Université », no 269, Verviers,  Marabout (maison d'édition), 1976
- Encyclopédie de la vie sexuelle et affective (coauteur), Paris,  Hachette Livre, 1973
- De l'enfance à l'âge adulte, Paris, Hachette, 1975
- Le Dialogue sexuel (interview de Madeleine Chapsal), Paris, Êditions Pauvert, 1976
- Comment comprendre la maladie psychosomatique, Paris, Éditions du Hameau, 1976
- La Frigidité féminine et son traitement, illustrations d'Huguette Wolinetz, collection « Orientations/Via » (Vie affective et sexuelle), Paris, Casterman, 1976
- Les Racines du bonheur, Paris, Denoël, 1976
- Comment comprendre l'hypnose, Paris, Éditions du Hameau, 1977
- Réalités et problèmes de la vie sexuelle, Hachette, 1978
- La Violence, le Sexe et l'Amour, Paris, Éditions Robert Laffont, 1980
- Les espaces de la vie: de dix-sept à trente-trois ans, Paris, Nathan (maison d'édition), 1985
- La Vie sexuelle : pour les 6-9 ans, Nathan, 1985,  (ISBN 2092782215),  (ISBN 978-2092782217)
- La Femme et son plaisir, Paris, Éditions Londreys, 1986
- La Vie sexuelle : pour les 9-13 ans, Nathan, 1991,  (ISBN 209278222-3)
- Le Plaisir au féminin, Paris, Éditions Michel Lafon, 1994
- La Sexualité au fil de la vie, Paris, Hachette, 1996
- Le plaisir d'aimer, photographies de Dominique Silberstein, Paris, Hors collection, 1998
- Hypnosexe : Troubles sexuels, Hypnose et Autohypnose, Paris, Payot (maison d'édition), 2000